# The Music Goes 'Round
The Music Goes 'Round is een Amerikaanse muziekfilm uit 1936 onder regie van Victor Schertzinger.

## Verhaal
De zanger Harry Wallace heeft een auto-ongeluk. Terwijl hij wacht op de reparatie van zijn wagen, gaat hij wandelen. Zijn aandacht wordt getrokken door een stel muzikanten op een theaterboot. Harry besluit zich bij hen aan te sluiten.